# Sergent d'espatlles lleonades
El sergent d'espatlles lleonades (Agelaius humeralis) és una espècie d'ocell de la família dels ictèrids (Icteridae) que habita clars del bosc i terres de conreu de Cuba i l'oest de La Hispaniola.